# سیولتینو
سیولتینو (انگلیسی: Syultino) یک شهرک در شهرستان ایلیشفسکی استان باشقیرستان کشور روسیه است.